# Brandon Servania
Brandon Servania, né le 12 mars 1999 à Birmingham en Alabama, est un joueur international américain de soccer. Il joue au poste de milieu offensif au Toronto FC en MLS. Son frère, Jaden Servania, est également joueur de soccer au North Carolina FC en USL League One.

## Biographie

### Parcours universitaire
Brandon Servania obtient son diplôme de secondaire au Lone Star High School de Frisco, au Texas en 2017. Il joue ensuite au soccer au niveau universitaire à l'Université de Wake Forest, en Caroline du Nord. Lors de la saison 2017, les Demon Deacons remportent la finale de l'Atlantic Coast Conference face aux Cavaliers de la Virginie,. Puis, les Demon Deacons participent aux séries éliminatoires du championnat NCAA, où ils sont éliminés en quart de finale par le Cardinal de Stanford (défaite 0-2),.

### En club

#### Formation au FC Dallas et prêts
Brandon Servania passe par l'académie du FC Dallas, où il est formé. Il signe avec le FC Dallas son premier contrat en tant que Homegrown Player le 3 janvier 2018,. Le 18 mai, il est prêté jusqu'à la fin de la saison aux Roughnecks de Tulsa qui évolue en United Soccer League. Deux jours plus tard, il fait ses débuts en USL contre le San Antonio FC (1-1).
La saison suivante, il participe à son premier match avec le FC Dallas en entrant à la 88e minute à la place de Jesús Ferreira, lors d'une rencontre de Major League Soccer contre le Union de Philadelphie le 6 avril 2019 (défaite 2-1),. Le 19 juin, il inscrit son premier but face à New Mexico United en U.S. Open Cup (défaite 1-2),. Lors de son deuxième match en tant que titulaire, il délivre sa première passe décisive pour Ryan Hollingshead face aux Whitecaps de Vancouver le 26 juin (2-2),. Le 10 août, il inscrit son premier doublé en MLS face au Minnesota United (victoire 5-3),.
En janvier 2021, Servania et plusieurs jeunes joueurs du FC Dallas rejoignent le Bayern Munich pour un stage d'entraînement de trois semaines. À son retour au Texas, le 9 février, il est prêté au SKN Sankt Pölten, équipe de Bundesliga autrichienne, jusqu'à la fin de la saison en Europe.

#### Au Toronto FC
Le 20 février 2023, Brandon Servania est transféré au Toronto FC, en échange de Jesús Jiménez (en) et une place de joueur international pour la saison 2023.

### En sélection
Brandon Servania est sélectionné avec l'équipe des États-Unis des moins de 20 ans pour participer au Championnat de la CONCACAF des moins de 20 ans en 2018. Lors de cette compétition organisée dans son pays natal, il dispute six rencontres et inscrit deux buts contre Trinité-et-Tobago, et Saint-Vincent-et-les-Grenadines,. Il joue la finale de cette compétition remportée par deux buts à zéro face au Mexique,. Avec cette même sélection il participe à la Coupe du monde des moins de 20 ans en 2019, qui se déroule en Pologne. Il joue quatre matchs et inscrit un but contre l'Ukraine,. Lors de ce tournoi et les jeunes américains se hissent jusqu'en quarts de finale, en étant battus par l'Équateur.
Il participe à son premier camp d'entraînement de la IMG Soccer Academy jusqu'au 25 janvier 2020 où il est appelé avec la sélection nationale afin de préparer le match amical face au Costa Rica. Le 1er février 2020, il honore sa première sélection contre le Costa Rica en match amical. Lors de ce match, il entre à la 66e minute de la rencontre, à la place de Brenden Aaronson. Le match se solde par une victoire de 1-0 des Américains,.

## Palmarès

### En club
Demon Deacons de Wake Forest
- Vainqueur de l'Atlantic Coast Conference en 2017

### En sélection
Équipe des États-Unis des moins de 20 ans
- Vainqueur du Championnat de la CONCACAF des moins de 20 ans en 2018

## Statistiques détaillées

### Statistiques en club
| Saison                | Club                       | Championnat           | Championnat | Championnat | Championnat | Coupe(s) nationale(s) | Coupe(s) nationale(s) | Coupe(s) nationale(s) | Compétition(s) continentale(s) | Compétition(s) continentale(s) | Compétition(s) continentale(s) | Compétition(s) continentale(s) | Séries | Séries | Séries | États-Unis | États-Unis | États-Unis | Total | Total | Total |
| Saison                | Club                       | Division              | M.          | B.          | P.d.        | M.                    | B.                    | P.d.                  | Comp.                          | M.                             | B.                             | P.d.                           | M.     | B.     | P.d.   | M.         | B.         | P.d.       | M.    | B.    | P.d.  |
| 2018                  | FC Dallas                  | MLS                   | 0           | 0           | 0           | 0                     | 0                     | 0                     | -                              | -                              | -                              | -                              | 0      | 0      | 0      | -          | -          | -          | 0     | 0     | 0     |
| 2018                  | Roughnecks de Tulsa (prêt) | USL                   | 16          | 0           | 0           | -                     | -                     | -                     | -                              | -                              | -                              | -                              | -      | -      | -      | -          | -          | -          | 16    | 0     | 0     |
| 2019                  | FC Dallas                  | MLS                   | 18          | 2           | 3           | 2                     | 1                     | 0                     | -                              | -                              | -                              | -                              | 1      | 0      | 0      | -          | -          | -          | 21    | 3     | 3     |
| 2020                  | FC Dallas                  | MLS                   | 12          | 0           | 0           | -                     | -                     | -                     | -                              | -                              | -                              | -                              | 0      | 0      | 0      | 1          | 0          | 0          | 13    | 0     | 0     |
| 2020-2021             | SKN Sankt Pölten (prêt)    | Bundesliga            | 10          | 0           | 0           | 1                     | 0                     | 0                     | -                              | -                              | -                              | -                              | -      | -      | -      | -          | -          | -          | 11    | 0     | 0     |
| 2021                  | FC Dallas                  | MLS                   | 14          | 0           | 0           | -                     | -                     | -                     | -                              | -                              | -                              | -                              | -      | -      | -      | -          | -          | -          | 14    | 0     | 0     |
| 2022                  | FC Dallas                  | MLS                   | 23          | 2           | 3           | 0                     | 0                     | 0                     | -                              | -                              | -                              | -                              | -      | -      | -      | -          | -          | -          | 23    | 2     | 3     |
| Sous-total            | Sous-total                 | Sous-total            | 67          | 4           | 6           | 2                     | 1                     | 0                     | -                              | -                              | -                              | -                              | 1      | 0      | 0      | 1          | 0          | 0          | 71    | 5     | 6     |
| 2023                  | Toronto FC                 | MLS                   | 0           | 0           | 0           | 0                     | 0                     | 0                     | LCup                           | 0                              | 0                              | 0                              | -      | -      | -      | -          | -          | -          | 0     | 0     | 0     |
| Total sur la carrière | Total sur la carrière      | Total sur la carrière | 93          | 4           | 6           | 3                     | 1                     | 0                     | -                              | 0                              | 0                              | 0                              | 1      | 0      | 0      | 1          | 0          | 0          | 98    | 5     | 6     |